# (9698) Idzerda
(9698) Idzerda es un asteroide que forma parte del cinturón de asteroides y fue descubierto por Cornelis Johannes van Houten, Ingrid van Houten-Groeneveld y Tom Gehrels el 25 dde marzo de 1971 desde el observatorio del Monte Palomar, Estados Unidos.

## Designación y nombre
Idzerda recibió al principio la designación de 2205 T-1. Se llama así por Hanso Idzerda (1885-1944) quien inventó el triodo de vacío para amplificar señales de audio y radio. En noviembre de 1919 puso en marcha la primera estación de radiodifusión del mundo desde La Haya.

## Características orbitales
Idzerda orbita a una distancia media del Sol de 2,368 ua, pudiendo alejarse hasta 2,488 ua y acercarse hasta 2,248 ua. Su inclinación orbital es 7,358 grados y la excentricidad 0,051. Emplea 1330,78 días en completar una órbita alrededor del Sol.
Pertenece a la familia de asteroides de (4) Vesta.

## Características físicas
La magnitud absoluta de Idzerda es 14,21. Tiene 4,024 km de diámetro y su albedo se estima en 0,228.